# Jasper (Alabama)
Jasper és una població del comtat de Walker a l'estat d'Alabama (Estats Units). Segons el cens del 2000 tenia 14.052 habitants.

## Demografia
Segons el cens del 2000, Jasper tenia 14.052 habitants, 5.728 habitatges, i 3.809 famílies. La densitat de població era de 201,9 habitants/km².
Dels 5.728 habitatges en un 27,3% hi vivien nens de menys de 18 anys, en un 49,2% hi vivien parelles casades, en un 13,9% dones solteres, i en un 33,5% no eren unitats familiars. En el 31,1% dels habitatges hi vivien persones soles el 14,6% de les quals corresponia a persones de 65 anys o més que vivien soles. El nombre mitjà de persones vivint en cada habitatge era de 2,33 i el nombre mitjà de persones que vivien en cada família era de 2,91.
Per edats la població es repartia de la següent manera: un 21,9% tenia menys de 18 anys, un 8,6% entre 18 i 24, un 25,8% entre 25 i 44, un 24% de 45 a 60 i un 19,7% 65 anys o més.
L'edat mediana era de 41 anys. Per cada 100 dones hi havia 86,6 homes. Per cada 100 dones de 18 o més anys hi havia 82,5 homes.
La renda mediana per habitatge era de 33.044 $ i la renda mediana per família de 43.674 $. Els homes tenien una renda mediana de 35.182 $ mentre que les dones 22.868 $. La renda per capita de la població era de 19.491 $. Aproximadament el 10,2% de les famílies i el 13,8% de la població estaven per davall del llindar de pobresa.

## Poblacions properes
El següent diagrama mostra les poblacions més properes.